# Zone aphotique
La zone aphotique est la zone d'un lac, d'une mer ou d'un océan qui débute à la profondeur à partir de laquelle la photosynthèse n'est plus possible en raison du manque de lumière naturelle.
La zone aphotique se situe en dessous de la zone photique, partie de la masse d'eau où la lumière pénétrante permet la photosynthèse.
Cette zone aphotique correspond, dans l'océan, aux zones mésale, bathyale et abyssale.

## Étymologie
Le terme aphotique vient du grec φοτος (photos, « lumière ») et du préfixe a- qui signifie « sans ». La zone aphotique peut être décrite simplement comme une zone aquatique sans lumière.

## Éléments de définition
La profondeur à laquelle commence la zone aphotique peut être grandement affectée par la turbidité saisonnière, soit à cause de la biomasse de plancton qui absorbe la lumière sous la surface, soit en aval des grands estuaires à cause d'apports saisonniers et massifs de matière en suspension, à la suite des moussons, inondations hivernales ou automnales. 
Les organismes de la zone aphotique dépendent directement ou indirectement de plus petits organismes, tel le plancton de la zone photique. 
En milieu marin, les animaux vivant dans ce milieu peu éclairé ont développé des adaptations particulières : grands yeux, bioluminescence ou comportements de migration verticale.